# Prosopocera bicolor
Prosopocera bicolor es una especie de escarabajo longicornio del género Prosopocera, tribu Prosopocerini, familia Cerambycidae. Fue descrita científicamente por Westwood en 1844.
Se distribuye por Camerún, Costa de Marfil, Ghana y Guinea. Mide 18,5-25 milímetros de longitud. El período de vuelo ocurre en el mes de diciembre.